# Alchemilla minor
Alchemilla minor é uma espécie de rosácea do gênero Alchemilla, pertencente à família Rosaceae.